# Sing Me A Lullaby, My Sweet Temptation
Sing Me A Lullaby, My Sweet Temptation – trzeci album studyjny amerykańskiego duetu $uicideboy$, wydany 29 lipca 2022 roku przez G*59 Records. Album jest kontynuacją wydanego w 2021 roku Long Term Effects of Suffering. 

## Tło
Wydanie albumu poprzedzone było dwoma singlami „THE_EVIL_THAT_MEN_DO” i „Escape from BABYLON”, wydanymi odpowiednio w kwietniu i czerwcu 2022 roku i uwzględnionymi w trackliście. Okładka albumu, lista utworów oraz data premiery zostały ujawnione na początku czerwca na kontach duetu w mediach społecznościowych.
Na okładce albumu znajduje się wykadrowana fotografia zmarłego 15 maja 2011 r. rosyjskiego arcybiskupa Wiaczesława Reznikowa.

## Lista utworów
| №   | Tytuł                                                           | Długość |
| --- | --------------------------------------------------------------- | ------- |
| 1.  | «Genesis»                                                       | 2:42    |
| 2.  | «Matte Black»                                                   | 3:58    |
| 3.  | «Fucking Your Culture»                                          | 3:16    |
| 4.  | «1000 Blunts»                                                   | 2:55    |
| 5.  | «In Constant Sorrow»                                            | 2:38    |
| 6.  | «Escape from Babylon»                                           | 2:21    |
| 7.  | «Ashes of Luxury»                                               | 1:37    |
| 8.  | «Resistance is Useless»                                         | 2:22    |
| 9.  | «Eulogy»                                                        | 3:47    |
| 10. | «No Matter Which Direction I'm Going, I Never Chase These Hoes» | 2:34    |
| 11. | «$uicideboy$ Were Better in 2015»                               | 2:23    |
| 12. | «Unlucky Me»                                                    | 2:35    |
| 13. | «The Evil That Men Do»                                          | 2:53    |

## Pozycje na listach
| Lista (2022)                           | Pozycja |
| -------------------------------------- | ------- |
| Australia (ARIA)                       | 42      |
| Austria (Ö3 Austria)                   | 26      |
| Belgia (Ultratop Flanders)             | 158     |
| Kanada (Billboard)                     | 26      |
| Finlandia (Suomen virallinen lista)    | 14      |
| Niemcy (Offizielle Top 100)            | 47      |
| Nowa Zelandia (RMNZ)                   | 6       |
| Szwajcaria (Schweizer Hitparade)       | 51      |
| USA Billboard 200                      | 7       |
| USA Top R&B/Hip-Hop Albums (Billboard) | 2       |
| USA Top Rap Albums (Billboard)         | 1       |
| USA Independent Albums (Billboard)     | 2       |